# Delirium (show)
Delirium is een (gestopte) show van Cirque du Soleil. Het is een reizende shows die niet in een standaardtent te zien is. De show gebruikt voor haar voorstellingen alleen arena's.
Delirium is volgens Cirque du Soleil zelf  'een live multimedia experience van muziek, acrobatiek en dans.'  De show bevat een cast van bijna 40 personen, waarvan de meesten muzikanten en dansers zijn.
De show werd gecreëerd en geregisseerd door Michel Lemieux en Victor Pilon. Met de show werd een geheel nieuwe weg ingeslagen. Voorheen had Cirque du Soleil namelijk alleen nog maar shows gemaakt die de nadruk legden op circusacts in combinatie met dans en muziek. Delirium daarentegen besteedt meer aandacht aan de muziek dan aan acts. Slechts 20% van de cast bestaat uit acrobaten, die het enige circusonderdeel moeten opvoeren.